# Bødkervinde
En Bødkervinde betegner flere forskellige former for vinde, der anvendes af bødkere til at holde sammen på stavene i et kar: En håndvinde, hånddrejer, brætvinde, samt blot vinde.
Det kan være en stor gulvvinde, der jf. Gamle danske Håndværk også kaldes drejer. Den består af et skråtstillet bræt med en vinde i den ene ende og et tov der rækker fra enden af brættet. Værktøj der anvendes af bødker til samling af større kar og lignende hvor den mindre hånddrejer ikke er tilstrækkelig.
En knippelvinde, derimod er vistnok det der også kaldes en hånddrejer.

## Ekstern henvisning
Nellemann, George, (ed): Gamle danske Håndværk. 1971
- http://www.baskholm.dk/haandbog/haandbog.html Arkiveret 16. september 2008 hos  Wayback Machine